# بوب دوغلاس
بوب دوغلاس (بالإنجليزية: Bob Douglas) (و. 1882 – 1979 م) هو لاعب كرة سلة، ومدرب كرة سلة، ورائد أعمال أمريكي، ولد في سانت كيتس ونيفيس، توفي في نيويورك، عن عمر يناهز 97 عاماً.